# Toyota Motors Soccer Club 1990-1991
Questa voce raccoglie le informazioni riguardanti il Toyota Motors Soccer Club nelle competizioni ufficiali della stagione 1990-1991.

## Campionato
Tornato in prima divisione dopo due anni di assenza il Toyota Motors, che nel precampionato aveva ingaggiato alcuni calciatori brasiliani come Jorginho ed era stato eliminato al secondo turno della Coppa di Lega, concluse il campionato al quinto posto ottenendo il suo miglior risultato dell'era dilettantistica. A livello societario, verso la fine della stagione la Toyota scelse di trasformare la propria squadra in un club professionistico iscrivendola alla neocostituita J. League con il nome di Nagoya Grampus Eight.

## Maglie e sponsor
Le maglie, prodotte dall'Adidas, recano sulla parte anteriore l'iscrizione facente parte del logo aziendale della Toyota. Sulla spalla sinistra è inoltre presente il marchio della squadra.
| Manica sinistra · Maglietta · Manica destra · Pantaloncini · Calzettoni | Manica sinistra · Maglietta · Manica destra · Pantaloncini · Calzettoni |  |

## Organigramma societario
Area tecnica
- Allenatore: Kenji Soga
- Vice allenatore: Norio Tsukitate

## Rosa
| N. |                     | Ruolo | Calciatore        |
| -- | ------------------- | ----- | ----------------- |
| 1  | Giappone (bandiera) | P     | Akiyoshi Ohashi   |
| 2  | Giappone (bandiera) | D     | Tetsuya Asano     |
| 3  | Giappone (bandiera) | D     | Michihiro Tsuruta |
| 4  | Giappone (bandiera) | D     | Tatsuo Sato       |
| 6  | Giappone (bandiera) | D     | Hisataka Fujikawa |
| 8  | Giappone (bandiera) | C     | Shigeo Sawairi    |
| 9  | Brasile (bandiera)  | C     | Jorginho          |
| 10 | Giappone (bandiera) | A     | Masaki Hirasawa   |
| 11 | Brasile (bandiera)  | A     | Gilmar            |
| 16 | Giappone (bandiera) | C     | Yutaka Azuma      |

| N. |                     | Ruolo | Calciatore          |
| -- | ------------------- | ----- | ------------------- |
| 17 | Giappone (bandiera) | C     | Yūji Sugano         |
| 20 | Giappone (bandiera) | D     | Seiichi Ogawa       |
| 21 | Giappone (bandiera) | P     | Kazuyoshi Hamaguchi |
| 22 | Brasile (bandiera)  | C     | Marcon              |
| 28 | Giappone (bandiera) | D     | Koji Gyotoku        |
| 31 | Giappone (bandiera) | P     | Tomoaki Sano        |
|    | Giappone (bandiera) | P     | Shuichi Uemura      |
|    | Giappone (bandiera) | D     | Kiyoshi Nakamura    |
|    | Giappone (bandiera) | C     | Takamitsu Ōta       |
|    | Giappone (bandiera) | A     | Akihiko Kon         |

## Statistiche

### Statistiche di squadra
| Competizione   | Punti | Totale | Totale | Totale | Totale | Totale | Totale | DR |
| Competizione   | Punti | G      | V      | N      | P      | Gf     | Gs     | DR |
| -------------- | ----- | ------ | ------ | ------ | ------ | ------ | ------ | -- |
| JSL Division 1 | 20    | 22     | 7      | 9      | 6      | 26     | 27     | -1 |
| Konica Cup     | -     | 6      | 1      | 0      | 5      | 5      | 8      | -3 |
| JSL Cup        | -     | 2      | 1      | 0      | 1      | 2      | 3      | +1 |
| Totale         | -     | 30     | 9      | 9      | 12     | 33     | 38     | -5 |